# قرار مجلس الأمن التابع للأمم المتحدة رقم 2311
قرار مجلس الأمن التابع للأمم المتحدة رقم 2311، المتخذ بالإجماع في 6 أكتوبر 2016، بعد النظر في مسألة التوصية بتعيين الأمين العام للأمم المتحدة، أوصى المجلس الجمعية العامة بتعيين السيد أنطونيو غوتيريس لفترة من 1 يناير 2017 إلى 31 ديسمبر 2021.

## روابط خارجية
- نص القرار في undocs.org